# 해리 로이드
해리 로이드(Harry Lloyd, 1983년 11월 17일 ~ )는 잉글랜드의 배우이다. 2006년 BBC의 드라마 《로빈 후드》의 윌 스칼렛, 《닥터 후》의 2007년 에피소드 "Human Nature"와 "The Family of Blood"의 제레미 베인스, HBO의 드라마 《왕좌의 게임》의 비세리스 타르가리엔 역으로 알려져 있다.
그는 찰스 디킨스의 현손자이기도 하다.

## 출연작
- 로빈 후드
- 워리어스
- 제인 에어 - 리처드 메이슨 역
- 철의 여인 - 영 데니스 태처 역
- 앤트로포이드 - 아돌프 오팔카 역
- 더 와이프 - 어린 조 역